# Tajga
| Tajga |

Tajga (russisk: тайга́, tr. tajgá) er et biom, som er kendetegnet ved sine vældige skove af stedsegrønne nåletræer eller blandingsskove af nåletræer, birk, røn m.fl. Det er subarktiske og fugtige områder, hvor plantesamfundene er domineret af stedsegrønne ædelgran (Abies), gran (Picea) og fyr (Pinus) og løvfældende birk (Betula) samt røn (Sorbus) der er godt tilpasset det kolde klima. Højmoser og de tilknyttede plantearter er også almindelige i disse egne.
Den gennemsnitlige temperatur for juli er højere end 10 °C, men vækstsæsonen er kortere end 100 dage. Nedbøren falder som regn, tåge, rim eller sne, og den er på mellem 400 og 850 mm pr. år. Nåleskovenes jord er præget af det store nedbørsoverskud, som betyder udvaskning af kalk og andre mineraler. Dertil kommer, at de visne nåle danner syrer og andre spirehæmmende stoffer, når de bliver nedbrudt. Det gør også, at nåletræer, der er etableret som plantager i løvskovsområdet, forsinker successionen tilbage mod den naturlige vegetation.
Tajgaen betegnes også som "boreal skov" og opdeles ofte i 2 zoner: Den nordlige (nordboreal skov) med spredt skov der lukker meget lys igennem, domineret af fyr og birk, og den sydlige (sydboreal skov) med tæt skov domineret af gran men iblandet fyr, birk og andre løvtræer.
Den nordboreale skov er den yderste zone før tundraen, hvor der findes træer og de arter, som er afhængige af dem. Mange trækfugle søger dertil i sommerperioden for at udnytte midnatssolen og de lange dage og det myldrende insektliv. Nogle frøædende fugle (f.eks. korsnæb, mejser og spætter) og de store, altædende fugle (som f.eks. ørne og kragefugle) kan overvintre i nåleskovene, fordi de kan udnytte både levende bytte og ådsler.
Der er forholdsvis få pattedyr, som kan klare de hårde vintre. Blandt de hårdføre arter er ulv, elg, los, bæver, snehare, lemming, ren og mange forskellige mårer, som f.eks. jærv og lækat.

## Eksempler på Tajga-regioner
| Nearktiske zone                                                                                               |
| --- |
| Nordlige skove ved Muskwa-Slavesøen Canadisk nåleskov                                                         |
| |
| Palæarktiske zone                                                                                             |
| Nåleskov på Uralbjergene Østsibirisk tajga Tajga og græsområder på Kamtjatka Skandinavisk og russisk nåleskov |